# VMScluster
VMSclusterはOpenVMSオペレーティングシステムを実行しているコンピュータの集合によるコンピュータ・クラスターである。